# 聖パウロと聖フランチェスコのいる玉座の聖母子 (アントニアッツォ)
『聖パウロと聖フランチェスコのいる玉座の聖母子』（せいパウロとせいフランチェスコのいるぎょくざのせいぼし、伊: Madonna col Bambino tra i santi Paolo e Francesco）は、イタリアのルネサンス期の画家アントニアッツォ・ロマーノが1487年に制作した板上の油彩画である。もともとは、フランシスコ会修道院の一つであるサン・パオロ教会の主要な祭壇画であった。 20世紀には、美術史家のアドルフォ・ヴェントゥーリの依頼で徴用され、修復された。現在は、ローマにあるバルベリーニ宮の国立古典絵画館に収蔵されている。
13世紀以来、サン・パオロ修道院は、ファルファ大修道院の支配下にあるベネディクト会修道院であった。しかし、1460年頃に修道女は移転させられ、修道院は1471年に、この地域に多数の修道院があったフランシスコ会に譲渡された。僧たちは教会への献身を変えなかったが、教会の装飾を拡大して改装した。本作は、この取り組みで制作された主要な作品の一つであり、1898年までは教会の主要な祭壇画であった。
ウンブリア州のモニュメントに関する1872年の案内書で、マリアーノ・グアルダバッシは、「Anthonatius Romanus pinxit」と署名され、下段に1487年と制作年が記されているこの祭壇画に注目した。約20年後、本作は美術史家のディエゴ・アンジェリによって、サン・パオロ修道院のゴミの山の下で発見された。 1898年までに、アドルフォ・ヴェントゥーリは、美術監督局に作品の修復と展示のための作業を依頼させた。
絵画は典型的な配置に従っている。聖母マリアは、花輪と花のモチーフで飾られたピンク色の石の玉座に置かれた装飾的な布の上に座っている。青白い顔色の聖母マリアは茶色のドレスの上に暗い色のマントを身に着けており、頭部上には王冠が吊るされている。聖母は膝の上に立っている幼子イエス・キリストを抱き、二本の指で鑑賞者を祝福している。聖母の横と前に二人の聖人が立っている。右側に剣を持った聖パウロと、左側に長い十字架を持ち、聖痕を受けた聖フランチェスコがいる。これら二人の聖人をいっしょに表すのは一般的でなことではない。美麗な服を着た聖パウロは武者さながらに盾のように福音書を握り、厳しく前方を見つめている。聖フランチェスコは簡素な服装で、福音書をじっと抱きしめ、瞑想的に上方を見つめている。